# Dorr Felt
Dorr Eugene Felt (1862-1930) va néixer als Estats Units i va ser inventor i industrial. És conegut per haver inventat el seu propi comptómetre, el qual va anar a parar a la primera calculadora que s'operava pressionant les tecles en comptes de, per exemple, fer lliscar rodes. Va fundar, juntament amb Robert Tarrant, l'empresa Felt & Tarrant Manufacturing Company el 25 de gener de 1889, que va ser una important en la indústria de calculadores fins a 1970.

## Biografia
Dorr I. Felt va néixer en Newark, Wisconsin, on va créixer en una granja familiar, que va deixar als 14 anys a la recerca d'ocupació.
Als 16 anys, el seu interès per la mecànica el va portar a buscar feina en un taller mecànic en Beloit, on va aconseguir la seva primera ocupació en la primavera de 1878.
Als 18 anys, va començar a estudiar francès, que finalment va dominar amb fluïdesa.
A principis de 1882, amb 20 anys, va arribar a Chicago i va treballar com a capatàs d'una planta de laminació que tenia una producció diària d'un valor de 2.000$.
Durant les vacances d'Acció de Gràcies de 1884, EE.UU. va decidir construir el prototip d'una nova màquina de calcular que havia inventat. A causa de la seva limitada quantitat de diners, va utilitzar una caixa de macarrons per a la vora exterior, i grapes i bandes de cautxú per al mecanisme intern. La va acabar poc després del cap d'any de 1885.
Felt va portar la seva idea a Chicago, a un empresari anomenat Robert Tarrant. Va signar un contracte d'associació el 28 de novembre de 1887 i van crear Felt & Tarrant Manufacturing Company el 25 de gener de 1889. Més tard, Felt va inventar més dispositius i va adquirir 46 patents nacionals i 25 estrangeres. El prototip original fet amb la caixa de macarrons i el seu primer comptòmetre es va vendre i ara forma part del Museu Smithsonian en la col·lecció de calculadores antigues.
Felt va ser guardonat amb la Medalla de John Scott de l'Institut Franklin el 1889.
Va estar casat amb Agnes McNulty el 1891 i la parella va tenir quatre filles junts.
Dorr Felt també va ser el primer ambaixador del Departament de Comerç creat per estudiar el treball a l'estranger després de la Primera Guerra Mundial. Va ser un excel·lent fotògraf, i moltes de les seves fotos en temps de guerra i postguerra van ser utilitzades pel govern. Dorr viatjava pel món i li encantava aprendre.
Felt es va instal·lar a Chicago i estiuejava a la Ciutat del Llac Township, Michigan, on la mansió de Felt és un lloc històric conegut.
Dorr I. Felt va morir d'un infart a Chicago el 7 d'agost de 1930. Tenia 68 anys.

### Biografies
- W.W. Johnson, "Scars on My Hands: The Life of Dorr Eugene Felt, Inventor and Industrialist," (unpublished), Schmidt Collection, Mathematics, NMAH.
- Comptometer websiteArxivat 2011-07-02 a Wayback Machine. .
- World of Computer Science
- 1918 Biographical Sketch
- Wisconsin Biographies

### Llibres de Felt
- Felt, Dorr E. Mechanical arithmetic, or The history of the counting machine.  Chicago: Washington Institute, 1916.
- Felt, Dorr E.; Holman, Alfred L. A register of the ancestors of Dorr Eugene Felt and Agnes (McNulty) Felt.  Chicago: Priv. print. for D. E. Felt, 1921.

### Altres llibres
- Turck, J.A.V.. Origin of modern calculating machines.  The western society of engineers, 1921.
- Meyer, Patricia. The Felt Mansion: A Story of Restoration.  Laketown Township, Michigan [Consulta: 18 gener 2021]. Arxivat 2011-01-12 a Wayback Machine.
- Chase, G.C.. History of Mechanical Computing Machinery.  Arlington, VA: The American Federation of Information Processing Societies, julio de 1980 (IEEE Annals of the History of Computing, Volume 2, Number 3).
- Papers in Illinois history and transactions, 1922.